# FC Gagra Tiflis
Der FC Gagra Tiflis (georgisch საფეხბურთო კლუბი გაგრა თბილისი Sapekhburto Klubi Gagra Tbilisi) ist ein georgischer Fußballverein in Tiflis. Das Team spielt aktuell in der Ersten Liga.

## Geschichte
Der Verein wurde 2004 gegründet und spielte im ersten Jahr in der Zweiten Liga, wo der dritte Platz heraussprang. In der Saison 2007/08 wurde der Klub Tabellenerster und stieg in die 1. Liga auf. Nach Platz 9 und im Folgejahr Platz 10 stieg man wieder ab.
Der größte Erfolg war der Pokalsieg im Jahre 2011. Gegner FC Sestaponi wurde im Finale mit 4:1 bezwungen. Im Superpokalfinale kam dann die Revanche. Dort verlor man gegen den gleichen Gegner mit 1:3.
Am 4. Dezember 2020 gelang dem Klub der erneute Pokalsieg, als man Samgurali Zqaltubo in einem reinen Zweitliga-Pokalfinale nach 120 torlosen Minuten im Elfmeterschießen mit 5:3 bezwang.
Davor schaltete man 3 Erstligisten hintereinander aus, nämlich im Achtelfinale FC Dinamo Batumi (1:0), im Viertelfinale FC Dila Gori (0:0 n.V. 5:3 n.E) und im Halbfinale gar den Titelverteidiger FC Saburtalo Tiflis (0:0 n.V. 4:2 n.E.).
Damit qualifizierte sich der Klub zum Zweiten Mal in der Geschichte für den Europapokal und trat 2021/22 in der neuen UEFA Europa Conference League an.

## Erfolge
- Georgischer Pokal
  - Sieger 2011, 2020

- Georgischer Superpokal
  - Finalist 2011, 2021

- Zweite Liga
  - Meister 2008, 2011

## Europapokalbilanz
| Saison  | Wettbewerb                    | Runde                  | Gegner               | Gesamt | Hin     | Rück    |
| ------- | ----------------------------- | ---------------------- | -------------------- | ------ | ------- | ------- |
| 2011/12 | UEFA Europa League            | 2. Qualifikationsrunde | Anorthosis Famagusta | 2:3    | 0:3 (A) | 2:0 (H) |
| 2021/22 | UEFA Europa Conference League | 1. Qualifikationsrunde | FK Sutjeska Nikšić   | 1:2    | 0:1 (A) | 1:1 (H) |

Gesamtbilanz: 4 Spiele, 1 Sieg, 1 Unentschieden, 2 Niederlagen, 3:5 Tore (Tordifferenz −2)